# Ochodaeus asahinai
Ochodaeus asahinai là một loài bọ cánh cứng trong họ Ochodaeidae. Loài này được Kurosawa miêu tả khoa học đầu tiên năm 1968.